# Japanse archipel

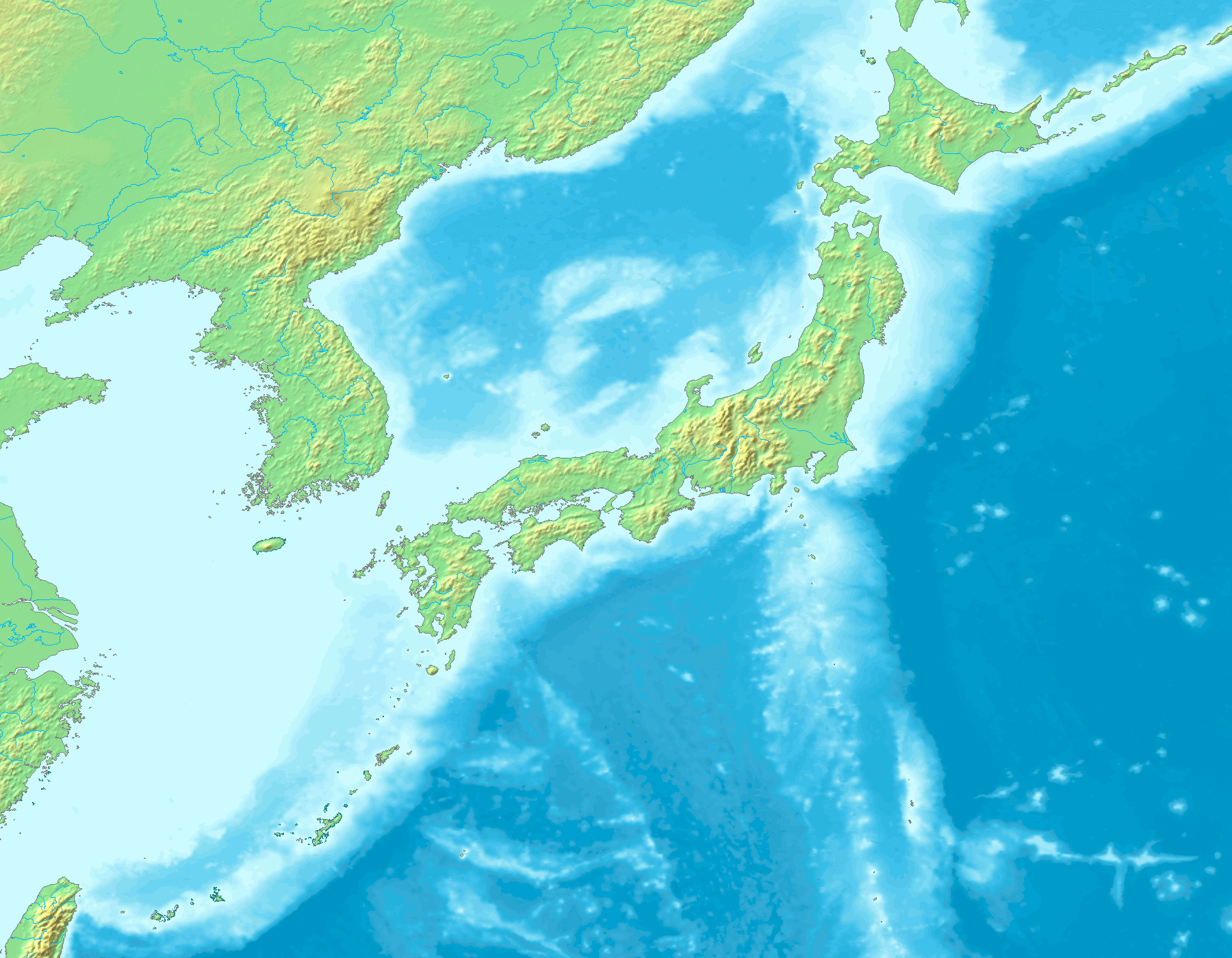
De Japanse archipel

De Japanse archipel is de groep eilanden in de Grote Oceaan die voor het leeuwendeel samen het land Japan vormen. De eilanden strekken zich van het noordoosten naar het zuidwesten uit langs de noordoostelijke kust van het Euraziatische vasteland. De archipel telt 6.852 eilanden waarvan er 430 bewoond zijn. De vijf hoofdeilanden zijn, van noord naar zuid, Sachalin (dat tot Rusland behoort), Hokkaido, Honshu, Shikoku en Kyushu. Aan de noordoostzijde van de Japanse archipel liggen de Koerilen, die tot Rusland behoren en aan de zuidwestzijde liggen de Riukiu-eilanden, die tot Japan horen.